# Scytodes arenacea
Scytodes arenacea är en spindelart som beskrevs av William Frederick Purcell 1904. Scytodes arenacea ingår i släktet Scytodes och familjen spottspindlar. Inga underarter finns listade i Catalogue of Life.